# Piliscsév, Komárom-Esztergom
Piliscsév (în slovacă Čív) este un sat în districtul Esztergom, județul Komárom-Esztergom, Ungaria, având o populație de 2.310 locuitori (2011). 

## Demografie
Componența etnică a satului Piliscsév
     Maghiari (74,85%)
     Slovaci (22,23%)
     Necunoscut (0,77%)
     Alții (2,16%)
Componența confesională a satului Piliscsév
     Romano-catolici (62,77%)
     Fără religie (8,92%)
     Reformați (5,8%)
     Necunoscută (20,26%)
     Alte religii (3,85%)
Conform recensământului din 2011, satul Piliscsév avea 2.310 locuitori. Din punct de vedere etnic, majoritatea locuitorilor (74,85%) erau maghiari, cu o minoritate de slovaci (22,23%). Apartenența etnică nu este cunoscută în cazul a 0,77% din locuitori.  Din punct de vedere confesional, majoritatea locuitorilor (62,77%) erau romano-catolici, existând și minorități de persoane fără religie (8,92%) și reformați (5,8%). Pentru 20,26% din locuitori nu este cunoscută apartenența confesională.